# الربوبية في إنجلترا وفرنسا في القرن الثامن عشر
تَعتبر الربوبية، وهي التوجه الديني التقليدي لعصر التنوير، ولا سيما في فرنسا وإنجلترا، أن الطريقة الوحيدة التي يمكن من خلالها إثبات وجود الله هي الجمع بين استخدام العقل ومراقبة الكون. يُعرّف الربوبي بأنه «الشخص الذي يؤمن بوجود إله أو خالق أعظم ولكنه ينكر الأديان المُنزلة، مستندًا في إيمانه إلى نور الطبيعة والعقل». غالبًا ما كانت الربوبية مرادفة لما يسمى الدين الطبيعي لأن مبادئها مستمدة من الطبيعة والتفكير البشري. على عكس الربوبية، هناك العديد من الديانات الثقافية أو الأديان المنزلة، مثل اليهودية والمسيحية الثالوثية والإسلام والبوذية وغيرها، التي تؤمن بتدخل الله الخارق للطبيعة في الكون؛ في حين تنكر الربوبية أي تدخل خارق للطبيعة وتؤكد أن الكون تديره القوانين الطبيعية للخالق الأعظم.
يجادل سي. جيه. بيتس بأن الربوبية لم تكن أبدًا ديانة بالمعنى المعتاد. كانت دينًا متعلقًا بالأفراد، وخاصة العلمانيين المثقفين، وكانت تُطرح في معظم الأحيان باعتبارها نتيجة لتأملات الفرد المجردة في الله والإنسان. الربوبية هي توجه ديني يقوم على الإيمان بالله ورفض الإيمان المسيحي، ضمنًا أو صراحةً.

## الربوبيون الإنجليز

### إدوارد هربرت لورد تشربيري (1583 – 1648)
بدأت الربوبية الإنجليزية مع أفكار إدوارد هربرت لورد تشربيري في عام 1624. تبنى تشارلز بلونت هذه الأفكار في عامي 1683 و1695. كانت فكرة هربرت عن الدين الطبيعي والحقائق الفطرية بمثابة أسس للربوبية الإنجليزية حتى تراجعها في منتصف القرن الثامن عشر. قدم جون لوك نظرية معرفية جديدة عن الربوبية قائمة على أسس تجريبية مع الحفاظ على عقل متفتح تجاه المسائل التي تفوق المنطق.
في القرن السابع عشر، طُرح توجه بديل في إنجلترا من قِبل هربرت لورد تشربيري. أكد أن الوحي غير ضروري لأن العقل البشري قادر على معرفة جميع الحقائق المطلوبة للخلاص. أدرج في هذه القائمة ثلاث حقائق أساسية: وجود الله، والقانون الأخلاقي، والعقاب في حياةٍ مستقبلية. زرع الله، حسب اللورد هربرت، في النفس البشرية منذ البداية خمس أفكار دينية فطرية: وجود الله، والعبادة الإلهية، وممارسة الفضيلة، والتوبة عن الخطيئة، والخلود الشخصي.

### جون تولاند (1670 – 1722)
عُرف تولاند بعمله الشهير، المسيحية غير غامضة، الذي تأثر كثيرًا بمقالة جون لوك الفهم الإنساني. تبنيًا لنظرية المعرفة الخاصة بلوك، أكد تولاند أن العقل هو «أساس كل يقين». نظر إلى المنطق، كما نظر لوك، على أنه ملكة ذهنية:
كل شخص يختبر في نفسه قوة أو ملكة من الأفكار أو التصورات المختلفة عن الأشياء: عن التأكيد أو الرفض، وفقًا لما يراه في الأشياء من توافق أو تنافر: وبالتالي محبته ورغبته في ما يبدو صوابًا بالنسبة له؛ وكراهية وتجنب ما يظنه شرًا. الاستخدام الصحيح لجميع هذه الملكات هو ما نسميه الحس السليم، أو العقل بشكل عام.
استخدم تولاند التمييز بين الماهيات الاسمية والحقيقية للادعاء بأن الله قد زود البشرية بالقدرة على معرفة الماهيات الاسمية فقط للكون المخلوق. أنار هذا الاعتقاد فلسفة الطبيعة لدى تولاند. جادل بأن جميع أجزاء الكون كانت في حالة حركة. بالإضافة إلى ذلك، كانت الحركة جزءًا من تعريف المادة، وبالتالي كانت جانبًا من جوانب ماهيتها الاسمية. لم يكن من الممكن معرفة المزيد عن الخلق لأن سبب الحركة كان ماهية حقيقية مجهولة. تشرح الالتزامات اللاهوتية وتلك الخاصة بلوك قراءة تولاند الفريدة لكتاب إسحاق نيوتن مبادئ الرياضيات الذي لطالما جذب اهتمام مؤرخي العلوم. بتعليل لاهوتي لنظرة تولاند للكون يمكن تسليط ضوء جديد على الافتراضات الكامنة وراء فلسفته الطبيعية وعلى الربوبية الإنجليزية بشكل أعم.
في الواقع، كان تولاند من ابتكر كلمة «الواحديّ»، وسرعان ما أخذها زملاؤه الذين كانوا يكتبون بالفرنسية ويقيمون في هولندا. على النقيض من الحتمية القدرية، وفي بعض الحالات، الربوبية في التنوير النيوتوني المعتدل، سلّم الراديكاليون بوحدة الوجود – أو مصطلح مألوف آخر، المادية – وهو ما أرعب دعاة العلم الجديد الليبراليين الذين مارسوا تأثيرهم دومًا لإقناعهم بالعكس. كان لمذهب المادية في القرن الثامن عشر جذور ووجوه عديدة. أكدت إحداها، بفضل القراءة المتحررة لديكارت، على الخصائص الميكانيكية والمتحركة ذاتيًا للمادة؛ شددت أخرى، تُدعى هنا وحدة الوجود، على الصفات الحيوية للطبيعة وروحية ماديتها وكانت تميل بالضرورة إلى تأليه النظام المادي. من المعروف حتمًا أن الاسم الأكثر ارتباطًا بتأليه الطبيعة هو باروخ دي سبينوزا، الذي كان مقيمًا في أمستردام حتى وفاته عام 1677. بإرجاع الفضل لكل من تولاند وسبينوزا، تنتمي هذه الفلسفة إلى العصبة الراديكالية التي نتتبع تاريخها.

### أنتوني كولينز (1676 – 1729)
نُشر أول كتاب لكولينز تحت عنوان مقال عن استخدام العقل عام 1707. كان الدافع الرئيسي وراء الكتاب رفض الغموض الديني. يبدأ كولينز مقاربته لقضايا الدين والعقل على نفس المنوال الذي قاربه لوك. يعرّف المنطق على أنه «ملكة العقل، الذي تُدرَك من خلاله الحقيقة أو الباطل أو الاحتمالية أو استبعاد الافتراضات». وهكذا فإنه يقبل تعريف لوك للمعرفة. يميز أيضًا بنفس الطريقة التي يميز بها لوك بين الحقائق البديهية والمثبتة والمحتملة، ويتعامل مع الادعاءات المتعلقة بالوحي على أنها افتراضات محتملة مستمدة إلى حد كبير من الشهادة. ربما كانت إحدى انحرافات كولينز عن لوك تفريقه بين نوعين مختلفين من الاحتمالات. النوع الأقوى يماثل البرهان لكن العلاقة بين الأفكار محتملة فقط. النوع الأضعف من الاحتمال هو الشهادة. يتمثل موقف كولينز بأن المرء لا يُتوقع منه الإيمان بشيء غير مفهوم من قِبل العقل البشري.

## الربوبيون الفرنسيون
يُعتقد أن الفكر الفرنسي من عصر النهضة إلى عصر التنوير قد أُشبع بآراء معادية للدين بدأت على أنها ربوبية في القرن السادس عشر على يد بيير فيريه وانتهت بالإلحاد في القرن الثامن عشر على يد فولتير وروسو.
كانت الربوبية الفرنسية معادية للدين وتحولت تدريجيًا إلى الإلحاد والواحدية (الكل هو الله) والشكوكية. كان لفرنسا تقاليدها الخاصة في الشكوكية الدينية واللاهوت الطبيعي. يشترك المؤلفون الربوبيون الفرنسيون الأوائل في بعض الخصائص الاجتماعية. معظمهم من العلمانيين المتعلمين. كان غيلبرت محام محلي، ولهونتان مغامر أرستقراطي، والفيلسوف العسكري جندي محترف؛ على المستوى الاجتماعي، يبدو أنه لا يوجد حلقة وصل. كانت معظم الأعمال الأولى للربوبية الفرنسية المكتوبة قبل عام 1715 من بين المخطوطات السرية. هناك ثلاثة عوامل مشتركة لهذه الأعمال المبكرة، كما يشرح بيتس: تجارب الترحال، والانقسامات داخل المسيحية، وفكرة الدين الطبيعي. يعزز التأثير المستمر للفكر الديكارتي العامل الأخير. جُمع بين الدين الطبيعي والديكارتية في عدد كبير من الأعمال العقلانية والمسيحية في نفس الوقت، وعند كتّاب مثل غيلبرت والفيلسوف العسكري، يفسر هذا الاقتران الجانب الإيجابي من ربوبيتهم. سافر كل من غويديفيل ولاهونتان والفيلسوف العسكري وشهدوا وواجهوا صراعات ناتجة عن التعصب العقائدي المدعوم بموارد الدولة القومية. بعد عام 1715، مثلت أعمال مونتسكيو وفولتير المبكرة خاتمة الفترة الأولى من الربوبية الفرنسية وبداية عصر التنوير.

### الفيلسوف العسكري (مواليد ستينيات القرن السابع عشر)
كان من بين الكتابات السرية العديدة في بدايات القرن الثامن عشر تحديات بشأن الدين مقترحة على الأب مالبرانش التي كتبها ضابط جيش مجهول في عام 1710، وهي واحدة من الإنجازات الأكثر إثارة للإعجاب في تاريخ الربوبية. العمل ضخم وهو نتاج رجل على قدر ضئيل من العلم. قرأ المؤلف كتاب مالبرانش البحث عن الحقيقة وحوّل عقلانيته ضد التبريرات المسيحية، وهاجم جميع الحجج التي استنبطها مالبرانش وآخرون غيره لإثبات حقيقة المسيحية. يشرح الجزء الأخير من العمل نظامًا كاملًا عن الربوبية يكون فيه الله عدالة فائقة. رحب فولتير بنظام الفيلسوف العسكري للربوبية البناءة.
يجب اعتبار الكتابات الدينية الربوبية التي يعود تاريخها إلى ما قبل عام 1700 على أنها بوادر معزولة، وأن الكتب التي غالبًا ما تُعتبر أقدمَ أعمال التنوير، ككتابات مونتسكيو رسائل فارسية ورسائل فلسفية لفولتير، كُتبت بعد مجيء المرحلة الأولى من الربوبية الفرنسية ومضيّها.

### سيمون تيسو دي باتو (1655 – 1738)
في كتابه رحلات ومغامرات جاك ماسيه الذي نُشر عام 1714، أرسل سيمون تيسو دي باتو أبطاله إلى بلد خيالي يقع بالقرب من جنوب إفريقيا.

### جان ميليه (1664 – 1729)
ألف جان ميليه، كاتب مذكرة، أول بيان إلحادي في العصر الأوروبي الحديث. نشر فولتير مختارات منه لدعم قضية الربوبيين ونشر دي هولباخ النص بأكمله.

### جوليان أوفري دو لا ميتري (1709 – 1751)
كان لا ميتري طبيبًا وفيلسوفًا فرنسيًا، ومن أوائل دعاة المادية الفرنسية. أبرز ما اشتهر به لا ميتري عمله الإنسان آلة 1747، الذي تبنى فيه وصفًا ماديًا متعمقًا للطبيعة البشرية. دافع لا ميتري عن وجهة نظر قائمة على المتعة البحتة للنهاية المحتومة للحياة البشرية، ودافع عن الإلحاد باعتباره الوسيلة الوحيدة لتحرير البشر من مختلف أشكال الاضطهاد التي تقف في طريق التقدم البشري.

### فولتير (1694 – 1778)
يكمن أفضل تلخيص لربوبية فولتير في كتاباته أطروحة في التسامح والقاموس الفلسفي ورسائل فلسفية. كان مقتنعًا بأنه إذا لم يكن الله موجودًا، فسيكون من الضروري اختراعه وتتناسب قناعته تناسبًا جيدًا مع وجهة النظر المعاصرة لعلم النفس في شرح الحاجة إلى الدين حتى في عالمٍ مستنير. هاجم فولتير الإيمان بإله مسيحي والخرافات في تعاليم الكنيسة الكاثوليكية، مثيرًا شكوكًا حول العديد من الممارسات القديمة للتراث اليهودي المسيحي. حاول إقناع قرائه بأن هناك معتقدات وتعاليم معينة في المسيحية لم تصمد أمام اختبار العقل. بالنسبة لفولتير، يمكن للإنسان أن يدرك الله من خلال استخدام عقله البشري. ادعى فولتير أن البشر جميعهم يشتركون في دين طبيعي موحد وأنه لا يمكن لأي من الأديان الراسخة في هذا العالم احتكار الحقيقة المتعلقة بالله أو الأخلاق. أما السلوك الأخلاقي فإنه لا يعتمد على الوحي المسيحي أو على الوساطة الدينية بل على الأخلاق المتجذرة في وعي ومنطق كل إنسان.